# Ghosts (antologia)
Ghosts (20th Century Ghosts) è una raccolta di racconti di Joe Hill, pubblicata per la prima volta in Gran Bretagna nell'ottobre 2005, negli Stati Uniti nell'ottobre 2007 e in lingua italiana nel maggio 2009, nella collana “Narrativa” della casa editrice Sperling & Kupfer. Comprende 15 racconti, e un'introduzione firmata da Christopher Golden. Costituisce la prima raccolta di novelle di questo autore, ed è il suo secondo libro pubblicato in Italia, dopo La scatola a forma di cuore, dal racconto Black Phone è stato tratto l' omonimo film del 2021. Nel 2022 è stata fatta una nuova edizione dal titolo: Black Phone - Mai parlare con gli sconosciuti in occasione dell'uscita italiana del film.  

## Racconti

### Best New Horror
Best New Horror è stato pubblicato per la prima volta nel 2005, nella rivista Postcripts.
Eddie Carroll è un editor frustrato, alla costante ricerca di trame horror innovative e originali e, soprattutto… genuinamente spaventose. Dopo molte delusioni, si imbatte finalmente nei racconti di Peter Kilrue, un talentuoso nuovo autore il cui estremismo, ai limiti del sopportabile, sembra non limitarsi alla pagina scritta, ma è parte integrante della sua stessa filosofia di vita.

### Un fantasma del Ventesimo Secolo
Un fantasma del Ventesimo Secolo (20th Century Ghosts), racconto da cui è tratto il titolo originale dell'antologia, è stato pubblicato per la prima volta nel 2002, nella rivista The High Plains Literary Review.
Alec Sheldon è l'anziano proprietario del Rosebud Theatre, una sala cinematografica d'altri tempi, ormai prossima alla chiusura. Negli anni non è l'unico ad essere stato profondamente segnato dall'apparizione del fantasma di Imogene, una ragazza solitaria, seduta laggiù in fondo alla sala durante le proiezioni. Fin dalla prima volta in cui lo spettro gli è apparso, quando era appena un ragazzino, Alec ha compiuto una scelta destinata ad incidere sulla sua intera esistenza.

### Pop Art
Pop Art è un racconto del 2001, pubblicato per la prima volta nell'antologia With Signs and Wonders, a cura di David Jaffe.
Questa fiaba surreale sull'intensa amicizia tra due ragazzini, uno dei quali è Arthur Roth, un fragile bambino gonfiabile, si presta ad una commossa lettura allegorica sul coraggio di convivere con la diversità.

### Il canto della locusta
Il canto della locusta (You Will Hear the Locust Sing) è stato pubblicato per la prima volta nel 2004, nella rivista The Third Alternative.
La grottesca vicenda di Francis Kay, adolescente inquieto che si trasforma in una gigantesca locusta e fa strage di tutti coloro che vivono intorno a lui, appare come una rivisitazione moderna de La metamorfosi di Kafka, ed è al tempo stesso un'inattesa allegoria sulle stragi studentesche che hanno funestato le cronache recenti.

### I ragazzi Van Helsing
I ragazzi Van Helsing (Abraham's Boys) è apparso per la prima volta nell'antologia del 2004 The Many Faces of Van Helsing a cura di Jeanne Cavelos.
Maximilian e Rudolf sono gli irrequieti e terrorizzati figli del leggendario Abraham Van Helsing, il noto Cacciatore di Vampiri nato dalla fantasia di Bram Stoker. Nella versione di Joe Hill, Van Helsing è un uomo dimentico del suo passato eroico e perseguitato ai limiti della follia dalla fobia della notte. Fuggito nel nuovo continente per cercare di sottrarre i figli dalla minaccia e dalla persecuzione dei suoi antichi nemici, non si accorge di quanto la sua ossessione abbia progressivamente sospinto anche lui stesso oltre i confini del male.

### Meglio che a casa
Meglio che a casa (Better Than Home) è del 1999 ed ha vinto il premio A.E. Coppard Long Fiction.
Homer è il figlio di Ernie, un promettente campione di baseball che deve al suo pessimo carattere ed alle sue reazioni inconsulte la sostanziale rovina della sua carriera. Ma anche il piccolo Homer è travagliato da serie difficoltà comportamentali. Se non saprà superare alcuni inquietanti sintomi di autismo, nel suo futuro si profila lo spettro del ricovero in una casa di cura.

### Il telefono nero
Il telefono nero (The Black Phone) è apparso per la prima volta nel 2004 in The Third Alternative.
L'adolescente Finney, per un istintivo gesto di altruismo, finisce nella trappola tesa da Al, un pericoloso serial killer pedofilo che lo segrega nella sua prigione-cantina, dove prima di lui altri ragazzi hanno già agonizzato, in attesa della loro inesorabile fine per mano dello spietato assassino. Il destino di Finney sembra segnato, in quella spoglia e oscura cantina, dove, obnubilato dalla fame e dalla paura, poco alla volta il ragazzo si convince di non essere solo, e comincia a nutrire anche qualche flebile speranza di sopravvivenza.

### Tra due basi
Tra due basi (In the Rundown) è stato pubblicato nel 2005 su 'Crimewave.
Wyatt, terminati gli studi, si sente nemico del mondo e fatica a tenersi un lavoro. Questa sera è stato appena licenziato dal negozio di videocassette in cui era commesso. Per tornare a casa accetta un passaggio dalla signora Prezar, madre di famiglia con i suoi due figli piccoli in auto, una scelta di cui si pentirà.

### Il mantello
Il mantello (The Cape) è del 2005, pubblicato per la prima volta in questa antologia.
La vita del giovane Eric è costellata di fallimenti. L'unica via di fuga da una realtà soffocante è riposta in un vecchio mantello rosso, con cui da ragazzino era solito giocare insieme al fratello a fare il supereroe. Anche se quel mantello sembra essere qualcosa di molto più potente di un logoro pezzo di stoffa, Eric deve ancora scegliere da che parte stare: se tra i buoni o i cattivi.

### L'ultimo respiro
L'ultimo respiro (Last Breath) è stato pubblicato la prima volta nel 2004 in Subterranean Magazine.
Alinger gestisce un museo estremamente singolare: nelle ampolle apparentemente vuote, esposte nelle teche, l'uomo ha collezionato l'ultimo respiro di molte persone che ha visto morire. I suoi visitatori spesso perdono la calma, quando comprendono il contenuto della sua insolita raccolta, che però non smette mai di crescere di dimensioni.

### Il bosco fantasma
Il bosco fantasma (Dead-Wood) è pubblicato nel 2005 in Subterranean Press e-Magazine.
Nel brevissimo racconto ci si interroga su un mistero: anche gli alberi possono ospitare i fantasmi?

### La colazione della vedova
La colazione della vedova, in originale The Widow's Breakfast, è del 2002, pubblicato inizialmente in The Clackanas Review.
Killian è un senza tetto, che viaggia clandestinamente sui treni. Dopo la morte del suo compagno di viaggi Cage, il destino sembra accanirsi con l'uomo, finché non riceve l'inattesa e premurosa ospitalità di una giovane vedova e delle sue tre piccole figlie, una breve parentesi di calore umano in cui ormai non osava più sperare.

### Bobby Conroy ritorna dal mondo dei morti
Bobby Conroy ritorna dal mondo dei morti (Bobby Conroy Comes Back from the Dead) è stato pubblicato la prima volta nel 2005 in Postscripts.
Durante le riprese del film Zombi, l'ex comico di cabaret Bobby Conroy, rassegnato a fare la semplice comparsa, ritrova Harriet, il suo perduto amore dei tempi del liceo, ormai donna sposata e mamma di un ragazzino, suo omonimo, pure lui assoldato tra gli interpreti della schiera dei morti viventi di George Romero. Tra una ripresa e l'altra, sotto il pesante make up realizzato dal leggendario Tom Savini, i due ex innamorati cercano di ritrovare qualcosa del loro sentimento perduto, con il sospetto che, forse, il piccolo Bobby potrebbe non avere solo il nome di quel vecchio amico della mamma.

### La maschera di mio padre
La maschera di mio padre (My Father's Mask) è stato pubblicato per la prima volta nella presente antologia.
A metà strada tra la fiaba allegorica, l'incubo psicotico e la parafrasi incestuosa, si sviluppa la storia del dodicenne Jack, che vorrebbe stare con i suoi amici di scuola, anziché essere obbligato a trascorrere la vacanza insieme ai suoi stravaganti genitori, una madre fantasiosa ed estroversa e un padre remissivo e silenzioso. Sulle pareti dello chalet sperduto tra i boschi sono appese decine di inquietanti maschere di Halloween, indossando le quali, anche solo per gioco, poco alla volta si rischia di perdere la propria identità.

### Ricovero volontario
Ricovero volontario (Voluntary Committal), 2005, è la novella più lunga contenuta nell'antologia.
Mentre Nolan, studente alle superiori, subisce l'insana e distruttiva amicizia del teppistello Eddie, fino a lasciarsi coinvolgere in un gesto assurdamente stupido e pericoloso, il fratello più piccolo, Morris, affetto da un'insolita forma di autismo creativo, trascorre i suoi giorni nella cantina di casa, dove dà libero sfogo alla sua prorompente ispirazione costruttiva, e con i comuni oggetti della quotidianità edifica labirintici castelli, sempre più complessi e alieni. Quando per Nolan il rapporto con Eddie diventa insostenibile, l'aiuto dell'apatico Morris potrebbe offrire un'impensabile soluzione, anche se non del tutto priva di prezzo.

### Ringraziamenti / La macchina da scrivere di Sherazade
Ironicamente, l'autore incorpora nella sezione conclusiva dedicata ai ringraziamenti, anche un ulteriore breve racconto:
La macchina da scrivere di Sherazade (Scheherazade's Typewriter), pubblicato per la prima volta in questa antologia.
Ellen, nel riordinare le cose del padre da poco prematuramente scomparso, scopre che la macchina da scrivere con cui l'uomo aveva inutilmente tentato di realizzare un romanzo, ha preso improvvisamente a scrivere da sola. Si allude quindi alla possibilità che i racconti scritti dalla macchina, posseduta dallo spettro dello scomparso scrittore, siano gli stessi che sono contenuti nella presente antologia.

## Curiosità
- Tutti i racconti dell'antologia hanno per protagonisti (o per personaggi di rilievo) bambini o adolescenti, nella maggior parte dei casi caratterizzati da problemi esistenziali o caratteriali, dalla difficoltà di avere rapporti sereni e normali con le persone circostanti, primi tra tutti i genitori e gli altri familiari.
- Pochi racconti sono veramente qualificabili come novelle di genere horror, e anche quelle che possono rientrare nel genere denotano comunque sviluppi inattesi, eccentrici rispetto ai canoni tradizionali del racconto horror classico. Tutte le novelle, tuttavia, suscitano un forte senso di aspettativa (o di suspense), alimentato dalla tensione emotiva che l'autore riesce abilmente a suscitare mediante evocative descrizioni della normale vita quotidiana. Quasi mai si fa ricorso ad esplosioni estreme di violenza conclusiva, tipiche del genere. Molti dei racconti hanno finali sospesi o conclusioni parziali.
- L'edizione italiana della raccolta non comprende due ulteriori racconti presenti nelle edizioni in lingua inglese, ovvero The Saved (2001) e The Black Phone: The Missing Chapter, oltre alle note puntuali dell'autore sui singoli racconti, Story Notes (by the author).
- Tra i racconti inediti nell'edizione italiana, The Black Phone: The Missing Chapter aggiunge un nono capitolo al racconto Il telefono nero presente nell'antologia. In questa sorta di epilogo/prosecuzione, Finney, sfuggito a morte certa per mano del serial killer che lo aveva imprigionato, fatica a ritornare alla vita normale e sente un incontenibile impulso a visitare nuovamente la cantina della casa dell'assassino in cui è stato imprigionato e dove il telefono nero appeso alla parete, cui deve la sua salvezza, ha ripreso a squillare con insistenza, in attesa che qualcuno risponda.

## Edizioni
- Joe Hill, Ghosts, traduzione di Matteo Curtoni a Maura Parolini, Narrativa, Sperling & Kupfer, 2009,  p. 394, ISBN 978-88-200-4739-9.